# Xue Ming
Xue Ming (chinês tradicional: 薛 明; Pequim, 23 de fevereiro de 1987) é uma jogadora de voleibol chinesa, medalhistas olímpica nos Jogos de Pequim.
Em sua única aparição olímpica, Xue integrou a seleção chinesa nas Olimpíadas de 2008, disputadas em sua cidade natal. Participou de seis jogos na campanha que rendeu a medalha de bronze a China, e seu melhor desempenho foi na partida contra os Estados Unidos, na primeira fase, onde marcou 14 pontos.